# Coelosomidiidae
Famille
Les Coelosomidiidae (ou Coelosomididae ou Coelosomidae) sont une famille de Ciliés de la classe des Kinetofragminophora et de l’ordre des Trichostomatida.

## Étymologie
Le nom de la famille vient du genre type Coelosomides, dérivé du grec ancien κοῖλος / koilos, « creux, cavité », et σωμα / soma, « corps », littéralement « corps creux », en référence à son « énorme vacuole interne » qui donne du corps de l'organisme l'image d'une simple cavité.

## Description
Coelosomides a une taille de 200 μm et une forme obovoïde élancée. Sa pellicule méridienne est étroitement striée, à cils courts et denses ; les rayures sont délicatement croisées. Le vaste intérieur de la cellule ne laisse qu'une fine couche d'endoplasme mural vacuolé. Le macronoyau mince en forme de rein se trouve dans une zone épaissie de cet endoplaste. Dans le plasma on trouve deux organites : 
- un micronoyau, attaché à la paroi, près du bord du corps ;
- une vacuole contractile, placée latéralement, dans le dernier quart inférieur du corps.

Un tube étroit et cilié mène du pôle avant à l'énorme vacuole interne.
Le tube pharyngé est épaissi intérieurement à l'extrémité proximale. Des cercles concentriques serrés de cils courent autour de l'extérieur de la bouche. L'organisme est un nageur agile.

## Habitat
Ce sont des ciliés marins. Coelosomides a été découvert et étudié en 1930 par Kahl dans un aquarium marin de Trieste (Italie).

## Liste des genres
Selon GBIF (15 juin 2023) : 
Coelosomidae
- Coelosomides Strand, 1928
  - Espèce type : Coelosomides marina (Anigstein, 1912) Strand, 1928
  - Espèce synonyme : Coelosoma marina Anigstein, 1912

Coelosomididae
- Grandoria Corliss, 1960 : fam. des Grandoriidae, selon Lynn 2008 et Taxonomicon (15/06/2023).
- Opisthostomatella Corliss, 1960 : fam. des Marynidae, selon Lynn 2008 et Taxonomicon (15/06/2023).
- Orcavia Tucolesco, 1962 : Incertae sedis, selon Lynn 2008.
- Rigchostoma Vuxanovici, 1963 : Incertae sedis des Grossglockneriidae, selon Lynn 2008.
- Sulcigera Gajevskaia, 1928 : Incertae sedis des Histiobalantiidae (Lynn 2008) ; fam. des Sulcigeridae, selon Taxonomicon (15/06/2023).

Selon The Taxonomicon (17 juin 2023) (Coelosomidiidae) :
- Epimecophrya Kahl, 1933
- Paraspathidium Noland, 1937
- Coelosomides Strand, 1928
- Conchostoma Fauré-Fremiet, 1963

Selon Lynn (2008) (Coelosomidiidae).
- Epimecophrya Kahl, 1933 Incertae sedis
- Coelosomides Strand, 1928
- Conchostoma Fauré-Fremiet, 1963

## Systématique
Le nom valide de ce taxon est Coelosomidiidae Corliss, 1961.